# Mexicoração
Mexicoração é uma coletânea musical lançada em 1986 no formato LP pela Som Livre, as vésperas da Copa do Mundo de 1986, no México. Sem muitas músicas inéditas, o álbum traz algumas das mais populares músicas ligadas ao tema futebol, e por isso foi um dos discos mais vendidos do ano.
O álbum tem como primeira faixa "Mexe Coração", que foi escolhida pelo Sistema Globo de Rádio e Televisão como o hino da Copa, interpretado por uma anônima formação de estúdio - chamada apenas de "Turma da Seleção". Destaques também para "Pra Frente Brasil", de Miguel Gustavo, que, desde a Copa de 1970, no México, é o grande hino das copas, Povo Feliz (Voa, Canarinho), a gostosa "Meu Canarinho" de Luiz Airão, e "70 Neles", interpretada por Gal Costa.

## Faixas
1. Mexe Coração - 3:11

2. Pra Frente Brasil - 2:31

3. Povo Feliz (Voa, Canarinho) - 3:00

4. Bola Pra Frente - 3:39

5. Eu Acredito Nesse Time - 2:34

6. Corrente 78 - 3:23

7. 70 Neles (2:03)

8. A Taça do Mundo É Nossa - 2:10

9. Meu Canarinho - 2:50

10. Goooo-ool! Brasil - 2:45

11. Sou Tri-Campeão - 2:15

12. Mexe Coração - 3:17